# Oscar e Lucinda (romanzo)
Oscar e Lucinda (Oscar and Lucinda) è un romanzo di Peter Carey del 1988. Il romanzo ha vinto l'edizione di quell'anno del Booker Prize, ed è stato scelto tra i sei finalisti per il premio speciale Best of the Booker, istituito per celebrare il quarantesimo anniversario del premio.
Il romanzo è parzialmente ispirato all'autobiografia del poeta inglese Edmund Gosse (Father and Son, 1907), che descrive la sua relazione col padre Philip Henry Gosse.
Nel 1997 il romanzo è stato adattato nel film omonimo diretto da Gillian Armstrong e interpretato da Ralph Fiennes, Cate Blanchett, e Tom Wilkinson.

## Edizioni
- Peter Carey, Oscar e Lucinda, traduzione di Mario Biondi, Longanesi, 1990,  p. 567, ISBN 88-304-0929-4.